# سرود ملی مغولستان
سرود ملی مغولستان (به مغولی: Монгол улсын төрийн дуулал) در سال ۱۹۵۰ ساخته شد. آهنگ آن ساخته بیله‌گین دامدین‌سورن (۱۹۹۱–۱۹۱۹) و لووسان‌جامبین موردوری (۱۹۹۶–۱۹۱۹) و متن سرود نوشته تسندین دامدین‌سورن (۱۹۸۸–۱۹۰۸) است.
مغولستان در خلال سده بیستم چندین سرود ملی داشته‌است. نخستین سرود ملی این کشور از سال ۱۹۲۴ تا ۱۹۵۰ رسمیت داشت. دومین سرود نیز از ۱۹۵۰ تا ۱۹۶۲ و سومین سرود ملی از ۱۹۶۱ تا ۱۹۹۱ رسمی بود. از سال ۱۹۹۱ بیشتر بخش‌های سرود ۱۹۵۰ مجدداً استفاده شد اما دومین بیت آن که در بزرگداشت لنین، استالین، سوخ‌بهادر و چوی‌بالسان بود، حذف گردید. در ششم ژوئیه ۲۰۰۶، پارلمان مغولستان به منظور یادبود چنگیزخان مغول، سرود ملی را بازنگری کرد.

## متن
| :Дархан манай тусгаар улс :Даяар Монголын ариун голомт :Далай их дээдсийн гэгээн үйлс :Дандаа энхжиж, үүрд мөнхөжнө::Хамаг дэлхийн шударга улстай ::Хамтран нэгдсэн эвээ бэхжүүлж ::Хатан зориг, бүхий л чадлаараа ::Хайртай Монгол орноо мандуулъя:Өндөр төрийн минь сүлд ивээж :Өргөн түмний минь заяа түшиж :Үндэс язгуур, хэл соёлоо :Үрийн үрдээ өвлөн бадраая::Эрэлхэг Монголын золтой ардууд ::Эрх чөлөө жаргалыг эдлэв ::Жаргалын түлхүүр, хөгжлийн тулгуур ::Жавхлант манай орон мандтугай | Darhan manai tusgár uls Dayár Mongolīn ariun golomt Dalai ih dédsín gegén üils Dandá enhjij, űrd mönhöjnö Hamag delhín şudarga ulstai Hamtran negdsen ewé behjűlj Hatan zorig, buhí l çadlárá Hairtai Mongol ornó mandúl’ya Öndör törín minĭ suld iwéj Örgön tümnii minĭ zayá tüşij Ündes yazgúr, hel soyoló Ürín ürdé öwlön badráya Erelheg Mongolīn zoltoi ardúd Erh çölő jargalīg edlew Jargalīn tülhűr, högjlín tulgúr Jawhlant manai oron mandtugai |  | کشور مستقل و پابرجای ما ای نیای مقدس تمامی مغولان ای کردار نیک تمامی جهان همیشه استوار، همیشه مستمر باش با تمامی ملل صداقت‌پیشه جهان پیوندمان را قوام ببخش باشد تا با تمام اراده و نیرو مغولستان عزیزمان را پیشرفت بخشیم نماد پرشکوه کشورمان تبرک‌بخش است و سرنوشت مردم‌مان یاری‌گر، باشد که نیاکان، فرهنگ و زبان خود را برای همیشه گرامی داشته و شکوفا کنیم آزاد و خرم بادا مردمان هوشمند مغولستان نیک ای کشور باشکوه ما، ای کلید سعادت ای ستون رفاه، شکوفا باش و آبادان. |